# Casemate Norcon
La casemate Norcon est un type de fortification de campagne construite en Grande-Bretagne pendant la crise de l’invasion de 1940-1941. C'était une petite casemate circulaire nommée d'après la société qui l'a fabriqué dans le cadre d’un marché privé.

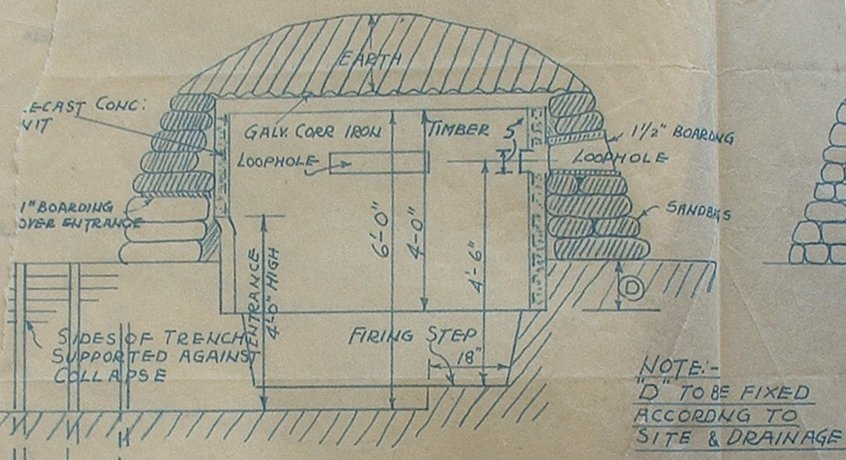
Section d'une casemate Norcon

La casemate Norcon était faite d'un tube en béton de 6 pieds (1,8 m) de diamètre et de 4 pieds (1,2 m) de haut, les murs étaient constitués de béton non armé de 4 pouces (10 cm) d’épaisseur avec plusieurs embrasures découpées. Le tube en béton était planté dans le sol sur une fosse qui donnait une hauteur totale sous plafond de 6 pieds (1,8 m). Le modèle standard a un toit fait de bois, de tôle ondulée et terre. Certaines installations ont été équipées d'un toit en béton, d'autres n'avaient pas de toit du tout. Les murs ont reçu une protection supplémentaire par une couche de sacs de sable,. La sortie pouvait se faire via le toit ouvert, par une trappe dans le toit ou par une entrée basse découpée dans le tube débouchant sur une tranchée.

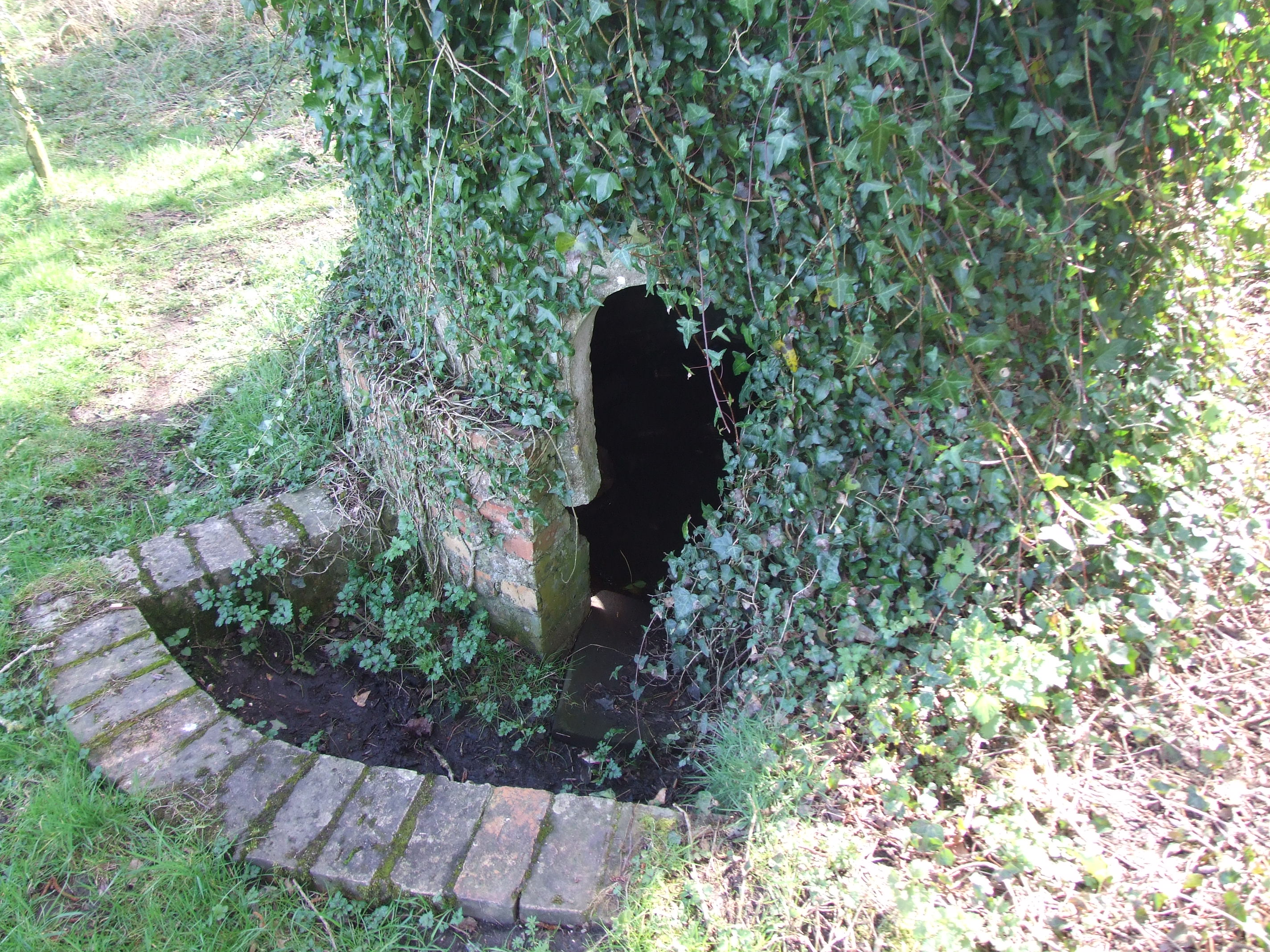
Entrée

Norcon Ltd était une petite société spécialisée dans la fabrication de grands tuyaux en béton. En 1938, à la recherche de nouveaux débouchés, la société a expérimenté la production d’abris anti-aériens, bien que ce projet ne semble pas avoir été très réussi du fait de ce très petit et exigu abri Norcon.
En juillet 1940, comme les casemates Norcon étaient en train d’être installées, un officier s’est inquiété après qu’une section de tuyau se soit rompue après qu'elle a été roulée pour être mise en place et qu'une casemate Norcon déjà installée n'avait pas bien résisté à une rafale concentrée de mitrailleuses. De telles remarques ont naturellement conduit à ce que les casemates Norcon soient considérées comme «probablement les plus dangereuses, les meilleur marché et les plus horribles de toutes les conceptions de casemates».". Certes, elles ne pouvaient offrir une protection équivalente à celle d’une casemate classique en béton armé mais, selon l'ingénieur en chef de l’Eastern Command « elles semblaient être beaucoup mieux que de nombreux emplacements de sacs de sable en construction».
Les tuyaux étaient fabriqués à partir de ciment à haute teneur en alumine, ce mélange fabriqué rapidement permettait de produire environ 20 unités par jour. En outre, ce ciment séchait rapidement pour atteindre ses pleines caractéristiques en 24 heures alors que le ciment Portland nécessitait 28 jours. Bien que relativement peu aient été effectivement construites, des casemates Norcon ont été trouvées dans l’ensemble du Royaume-Uni, du sud-ouest de l'Angleterre aux îles Orcades. Vingt-sept sites de casemates Norcon sont enregistrées dans la base de données Défense de l'Angleterre.
La holding Bowmaker  a pris une participation majoritaire dans Norcon Limited en 1943 et Norcon a réussi à faire des bénéfices. L'entreprise a prospéré après la fin des hostilités.
Norcon ne fut pas la seule entreprise à concevoir des fortifications à partir de tuyaux. Une conception similaire, la casemate Croft, a été développée par la Croft Granite, Brick and Concrete Company. Cependant, celle de Norcon a été de loin la casemate la plus commune et a donné son nom au type général.